# Heterocythereis albomaculata
Heterocythereis albomaculata är en kräftdjursart som först beskrevs av Baird 1838.  Heterocythereis albomaculata ingår i släktet Heterocythereis, och familjen Hemicytheridae. Arten är reproducerande i Sverige.